# Rhipidomys couesi
Rhipidomys couesi es una especie de roedor de la familia Cricetidae.

## Distribución geográfica
Se encuentra en Colombia, Ecuador, Perú, Trinidad y Tobago y Venezuela. 